# Courtney Act

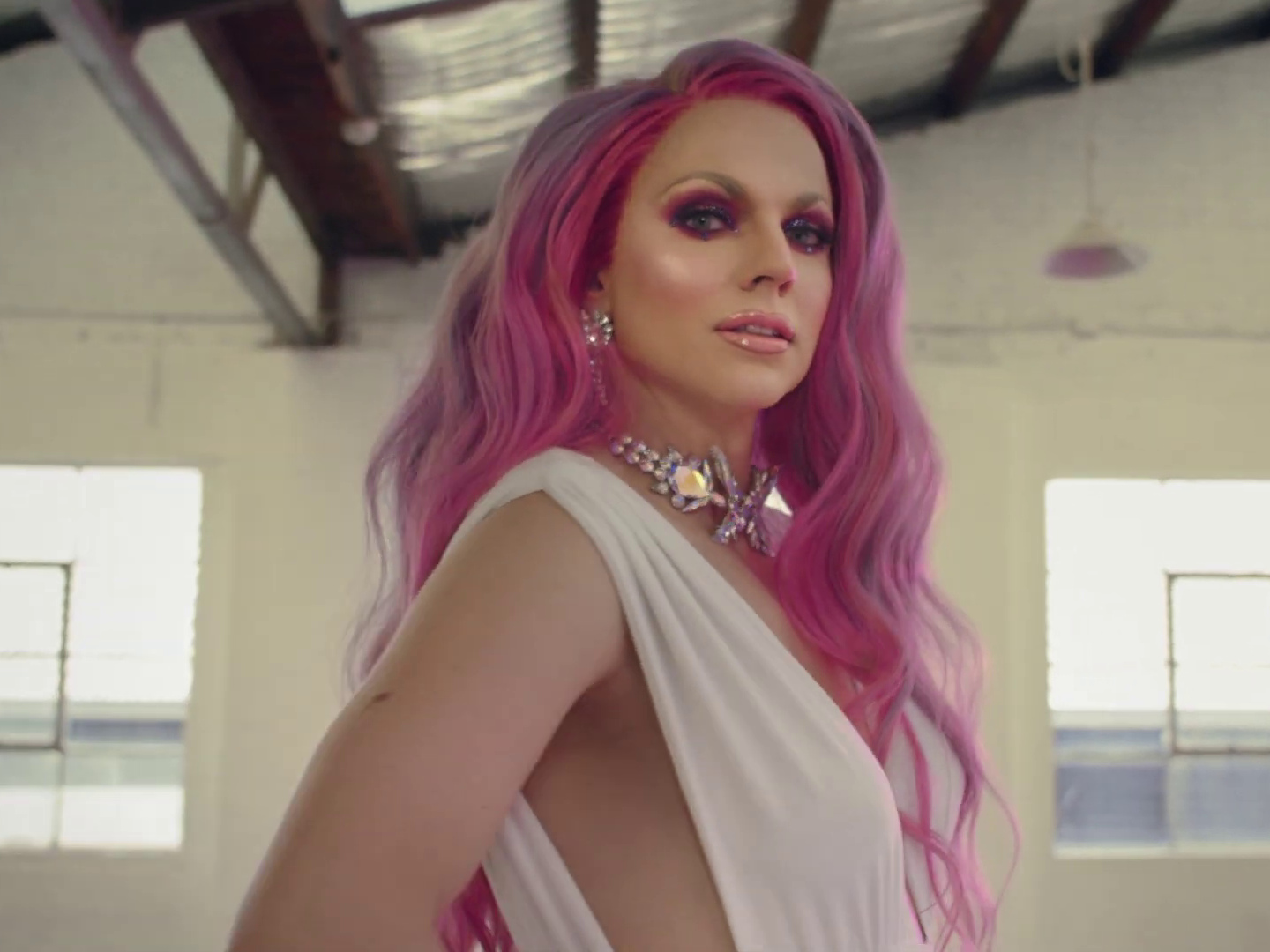
Courtney Act (2019)

Courtney Act (* 18. Februar 1982 in Brisbane, Queensland als Shane Gilberto Jenek) ist eine australische Popsängerin, Entertainerin, Dragqueen und Reality-TV-Persönlichkeit.

## Leben und Werk
Courtney Act wurde 2003 durch ihre Teilnahme an der ersten Staffel von Australian Idol bekannt. Im Anschluss an die Show veröffentlichte sie ihre Debütsingle Rub Me Wrong, die sich auf Platz 29 der australischen Charts platzieren konnte.
2012 war sie in einer Episode der US-amerikanischen Sitcom Are You There, Chelsea? zu sehen. Im Dezember 2013 gab der US-amerikanische TV-Sender Logo bekannt, dass Courtney Act als eine von 14 Dragqueens an der sechsten Staffel RuPaul’s Drag Race teilnehmen wird. Act erreichte in der Sendung das Finale und belegte hinter Bianca Del Rio zusammen mit Adore Delano den zweiten Platz.
Im Juli 2014 sang Act im Duett mit Cheyenne Jackson mit dem San Francisco Symphony Orchestra den Titel Elephant Love Song aus dem Film Moulin Rouge. 2015 veröffentlichte sie die EP Kaleidoscope. 2017 brachte sie gemeinsam mit den Drag-Race-Teilnehmern Willam Belli und Alaska Thunderfuck unter dem Bandnamen The AAA Girls das Album Access All Areas heraus. Mit Belli und Thunderfuck ging Courtney Act anschließend in 15 nordamerikanischen Städten auf Tour.
2018 nahm Courtney Act an der 21. Staffel der britischen Ausgabe von Celebrity Big Brother teil und setzte sich nach 32 Tagen im Finale gegen die Politikerin Ann Widdecombe und den Sänger Shane Lynch als Gewinnerin durch. Am 25. Oktober 2018 prämierte auf dem Fernsehsender E! die von ihr moderierte Dating Reality Show The Bi Life. In Planung war eine Late-Night-Show unter dem Titel The Courtney Act Show auf dem britischen TV-Sender Channel 4.
Courtney Act gab 2015 bekannt, sich als genderqueer (nichtbinär) zu identifizieren. In den folgenden Jahren spezifizierte Act das zu genderfluid („fließend“ zwischen den Geschlechtern), wobei sie meist mit weiblichen Pronomen, aber auch mit männlichen beschrieben wird. Auf der eigenen Website beschreibt Act sich Anfang 2021 im Menüpunkt „Über: Wer ist sie?“ unter Verwendung des geschlechtsneutralen Pronomens they: „Zeigte als eine:r der ersten Künstler:innen die eigene fließende Geschlechtsidentität.“